# آخرین ایست بازرسی
آخرین ایست بازرسی (عربی: آخر نقطة تفتيش) یک مجموعه تلویزیونی کوتاه محصول سال ۱۳۹۱ به کارگردانی، نویسندگی محمدهادی نائیجی و تهیه‌کنندگی می‌باشد. این مجموعه در ۵ قسمت تهیه شد. این سریال به سفارش مرکز فیلم و سریال معاونت برون مرزی ساخته و از شبکه آی‌فیلم پخش شد.

## داستان
آخرین ایست بازرسی، روایتگر زندگی خانواده‌ای است که در سال‌های اشغال جنوب لبنان توسط اسرائیل، درگیر ماجراهایی می‌شوند. مالک، پدر خانواده، توسط مأموران لبنانی که به اسرائیل خدمت می‌کنند؛ دستگیرشده و دخترش لیال برای خبر گرفتن از او به پایگاه نظامی می‌رود. رئیس پایگاه از لیال می‌خواهد تا در قبال آزادی پدرش، یکی نزدیکانش را که از اعضای جبهه مقاومت است به آنان تحویل دهد …

## بازیگران
بازیگران این مجموعه لبنانی هستند و زبان آن عربی است.
- آن ماری سلامه
- کارمن لبوس
- عمار شلق
- حسام مراد
- مجدی موشموشی
- منی کریم
- جویل الفرن
- عدی رعد
- عفیف شیاء
- علی کمال‌الدین
- نادر جیبوری
- هشام پور سلیمان
- ردریک سلیمان
- فراسوا میتری
- رینه غوش
- زنا صبا
- سدرالدین غریب

## عوامل
- براساس طرح ای ازریما قیص
- کارگردان و نگارش فیلمنامه: محمد هادی نائیجی
- مدیر تصویربرداری: رضا شیخی
- تهیه‌کننده: سعید سعدی
- طراح چهره‌پردازی: کامران خلج
- طراح صحنه و لباس: مرجان گلزار
- برنامه‌ریز: امیر جاوید نیک
- دستیار اول کارگردان: محمد احمدی
- منشی صحنه: فائزه معدنی
- عکس: محمد جواد سعدی.
- صداگذاری: جهانگیر میرشکاری